# أتشيرينزا
أتشيرينزا (بالإيطالية: Acerenza)‏ هي بلدية في مقاطعة بوتنسا في إقليم بازيليكاتا الإيطالي.

## السكان
في سنة 1861 بلغ عدد السكان 4٬272 نسمة، وتطور العدد ليصل في سنة 2011 لـ 2٬553 نسمة.
يظهر هذا المخطط البياني تطور النمو السكاني لـ أتشيرينزا